# (6594) Tasman
(6594) Tasman ist ein Asteroid des Hauptgürtels. Er wurde am 25. Juni 1987 vom tschechischen Astronomen Antonín Mrkos am Kleť-Observatorium (IAU-Code 046) bei Český Krumlov entdeckt.
Der Asteroid wurde nach dem niederländischen Seefahrer und Entdecker Abel Tasman (1603–1659) benannt, der 1642 als erster Europäer Neuseeland betrat und die australische Insel Tasmanien entdeckte.